# Pesäjärvi
Pesäjärvi eller Piervoljärvi är en sjö i Finland. Den ligger i kommunen Enare i landskapet Lappland, i den norra delen av landet, 900 km norr om huvudstaden Helsingfors. Piervoljärvi ligger 202,5 meter över havet. Arean är 34,4 hektar och strandlinjen är 6,49 kilometer lång. Sjön  ingår i Tuulomajokis huvudavrinningsområde. 